# Tara (metrologia)

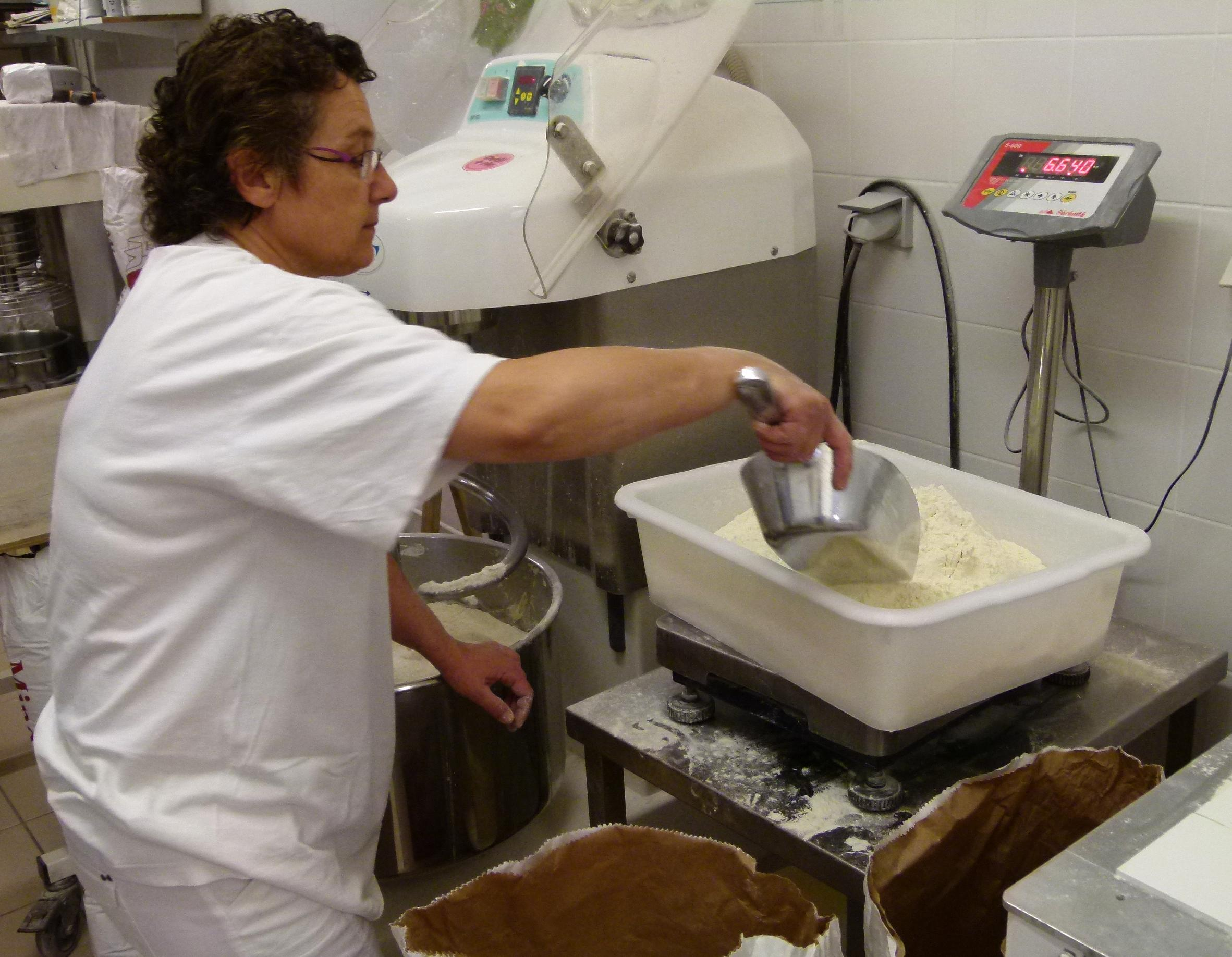
Uma padeira, pesando farinha.

A tara (do árabe: طرح [ṭarḥ], isto é, "detração") é a parte do peso da embalagem, invólucro ou veículo que contém uma mercadoria. A tara se subtrai do peso bruto para obter o peso líquido, ou seja, o peso real da mercadoria.